# Chi Son Chao
Chi Son Chao (ibland stavat Qi Seng Zhao), född 1936, är en kinesisk botaniker.
Han var främst intresserad av fröväxter, där han enligt IPNI beskrivit 184 arter inom släktena Fagaceae (bokväxter), Lauraceae (lagerväxter) och Poaceae (gräs).
Auktorsnamnet C.S.Chao kan användas för Chi Son Chao i samband med ett vetenskapligt namn inom botaniken; se Wikipediaartiklar som länkar till auktorsnamnet.

## Publikationer[4]
- A Revision of the Species Described under Arundinaria (Gramineae) in Southeast Asia and Africa (Medförfattare Stephen Andrew Renvoize)
- Three New Combinations of Bamboos (Medförfattare Stephen Andrew Renvoize)